# Wasserturm Bommerholz

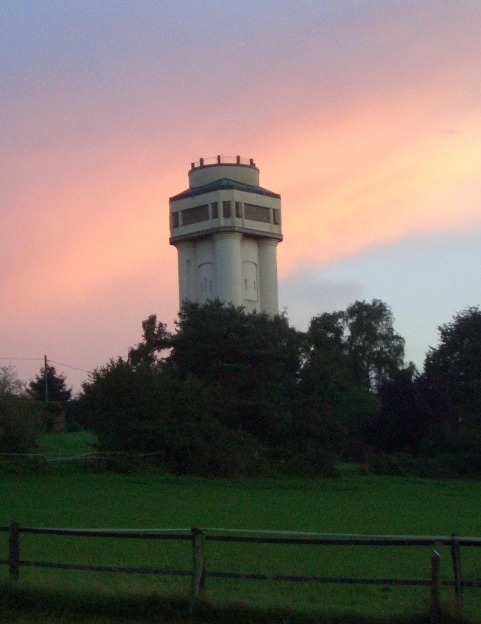
Wasserturm Bommerholz

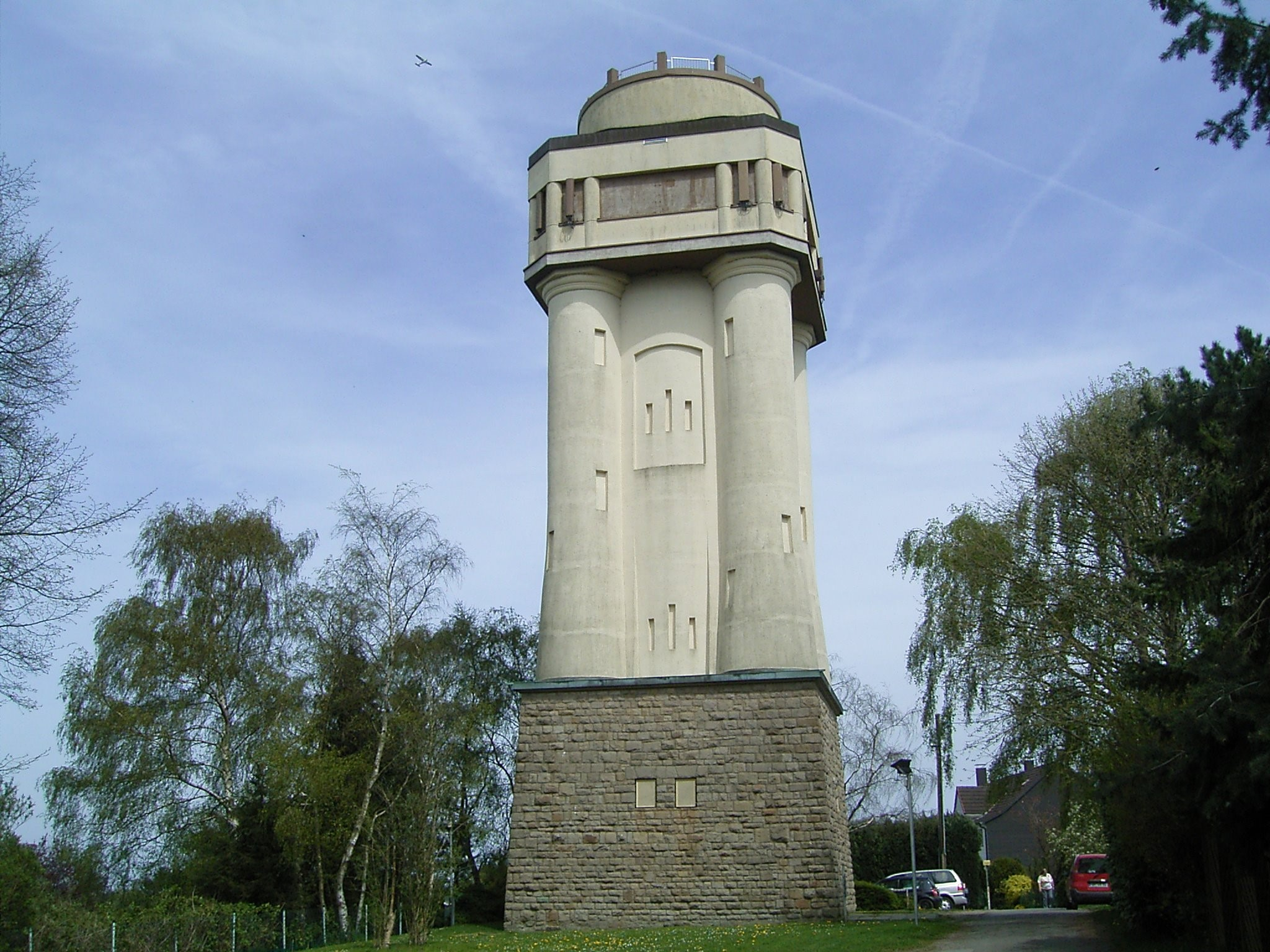
Wasserturm Bommerholz

Der Wasserturm Bommerholz ist ein Wasserturm in Witten-Bommerholz, der ursprünglich auch als Aussichtsturm diente.

## Geschichte
Nachdem die örtlichen Brunnen durch den Bergbau der benachbarten Zeche Bommerbank trockengefallen waren und ein längere Zeit bestehender Wasserlieferungsvertrag mit der Gewerkschaft „Mont Cenis“ zum 1. Januar 1910 gekündigt worden war, wurde ein neuer Wasserlieferungsvertrag mit der Wasserwerk für das nördliche westfälische Kohlenrevier AG in Gelsenkirchen, der Vorgängerin der heutigen Gelsenwasser AG, abgeschlossen. In Zusammenhang mit dieser Umstellung wurde der Bau eines Pumpwerks und eines Wasserturms notwendig.
Der Wasserturm entstand noch im Jahr 1910 nach Plänen des auf Wasserwerks-Anlagen spezialisierten Unternehmens Simons in Essen-Steele, mit der Ausführung wurde die Bauunternehmung Carl Brandt in Düsseldorf beauftragt. Der Turm ist 26,4 Meter hoch, sein ursprüngliches Fassungsvermögen betrug 150 m³. Seine Baukosten werden in einer heimatkundlichen Publikation von 1997 mit nur 300 Mark (in heutiger Kaufkraft etwa 2.121 Euro) angegeben, was aber wahrscheinlich auf einem Fehler beruht. Zuvor stand an dieser Stelle eine Windmühle. 
Bei dem Umbau von 1977/1978 durch die Stadtwerke Witten wurde das Fassungsvermögen vergrößert, es beträgt heute zweimal 150 m³. Für diese Maßnahme musste die um den Wasserbehälter herum verlaufende Aussichtsplattform aufgegeben werden. Am 21. Oktober 1986 wurde der Turm unter Denkmalschutz gestellt. Auf Initiative des Bommeraner Heimat- und Geschichtsvereins und dessen Vorsitzenden Wolfgang Kreischer wurde der Turm zum ersten Mal am 16. Dezember 1997 mit drei 400-Watt-Leuchten angestrahlt.
Der Turm ist Teil der Route der Industriekultur (Themenroute 12: Geschichte und Gegenwart der Ruhr und Themenroute 28: Wasser: Werke, Türme und Turbinen), sein Inneres ist aber nicht zu besichtigen.